# صنایع سنگین میتسوبیشی
شرکت صنایع سنگین میتسوبیشی (به ژاپنی: 三菱重工業株式会社) (مخفف انگلیسی: MHI) یک شرکت صنایع‌سنگین چندملیتی ژاپنی است، که از زیرمجموعه‌های گروه میتسوبیشی محسوب می‌شود و در زمینه طراحی، توسعهٔ فناوری و ساخت ماشین‌آلات صنعتی، ماشین‌آلات عمرانی، جنگ‌افزارها، هواپیماها، فضاپیماها، بالگردها، کشتی‌ها، نیروگاه‌ها و خودروهای ریلی فعالیت می‌کند.
از جمله تولیدات مهم این کورپوریشن می‌توان به بالگرد، هواپیما، موتور جت، موتور موشک، توربین بخار و توربین گاز نیروگاه، لوکوموتیو، گریدر، قطارهای تندرو، کشتی، نفت‌کش، گازکش، ماهواره، تانک، توربین بادی، لیفتراک، ژنراتور، آسانسور، ماشین‌ابزار، توربورشارژر، کمپرسور، بویلر، ماشین‌آلات چاپ، باتری خودروهای برقی، ربات، سامانه‌های قدرت، موتورهای دیزل، سامانه‌های ریلی و قطعات خودرو اشاره کرد. 
این شرکت پیمانکار طراحی و ساخت جنگنده نسل ششم نیروی هوایی ژاپن یعنی میتسوبیشی اف-ایکس است.
این شرکت در کنار صنایع‌سنگین کاوازاکی، آی‌ایچ‌آی و دو شرکت دیگر، یکی از آن پنج شرکت بزرگ ژاپنی طرف قرارداد، برای ساخت موتور و قطعات هواپیمای بوئینگ ۷۷۷ ایکس بوده‌است.

## نگارخانه

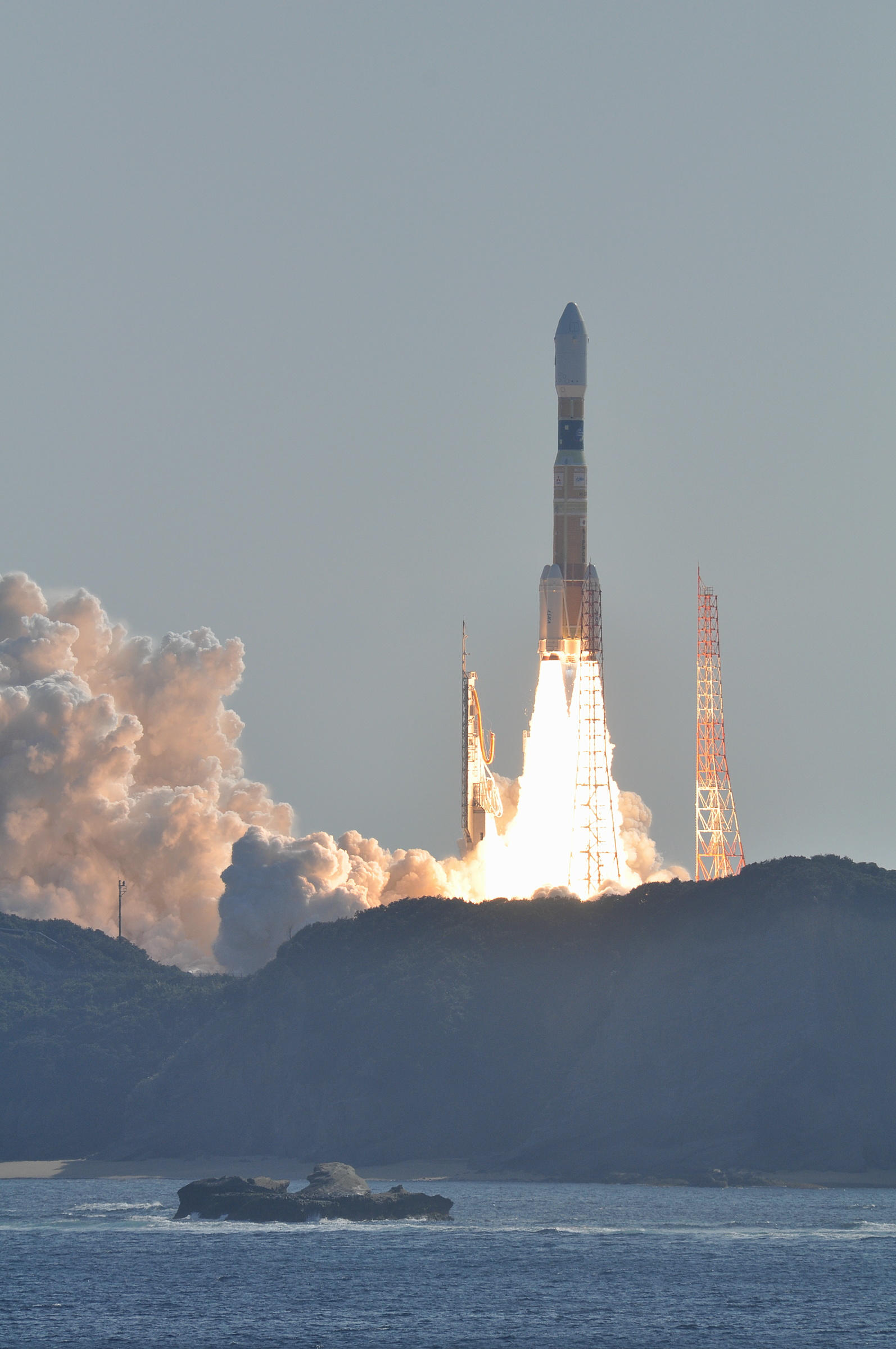
بلند شدن موشک از سامانه یک‌بارمصرف پرتاب، اچ-آی‌آی‌بی
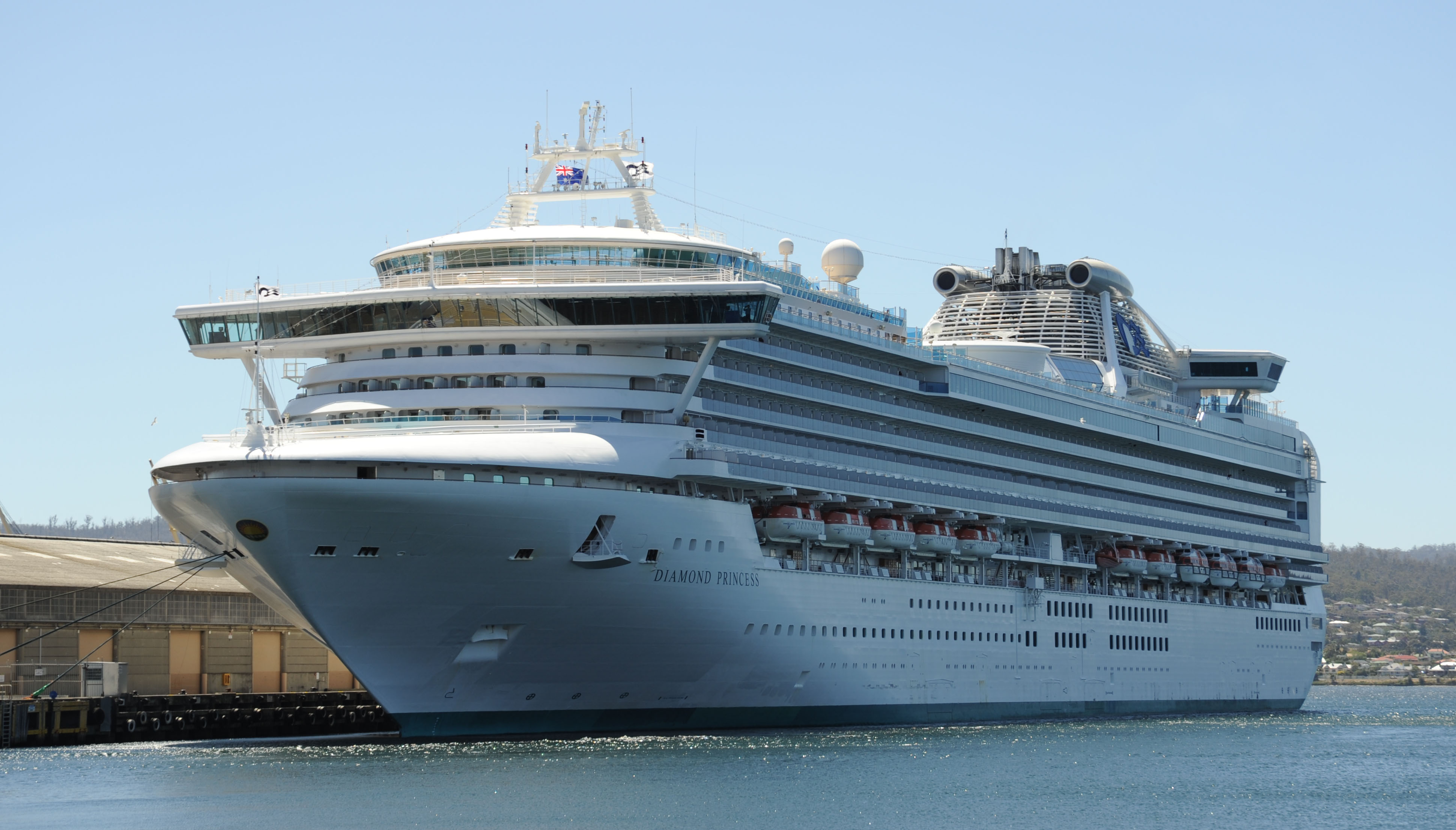
کشتی دایموند پرینسس پهلو گرفته در بندر هوبارت
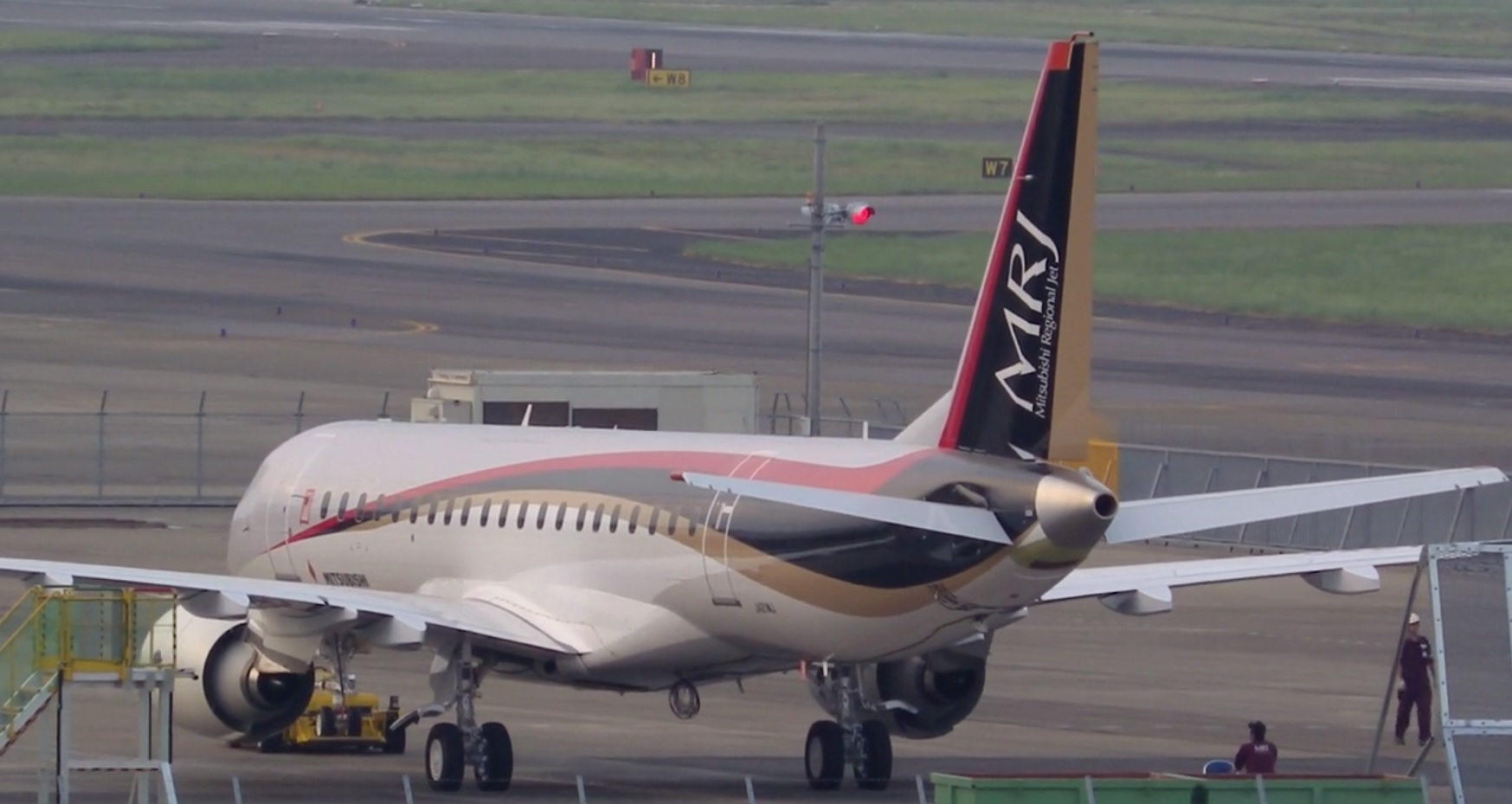
میتسوبیشی اسپیس‌جت
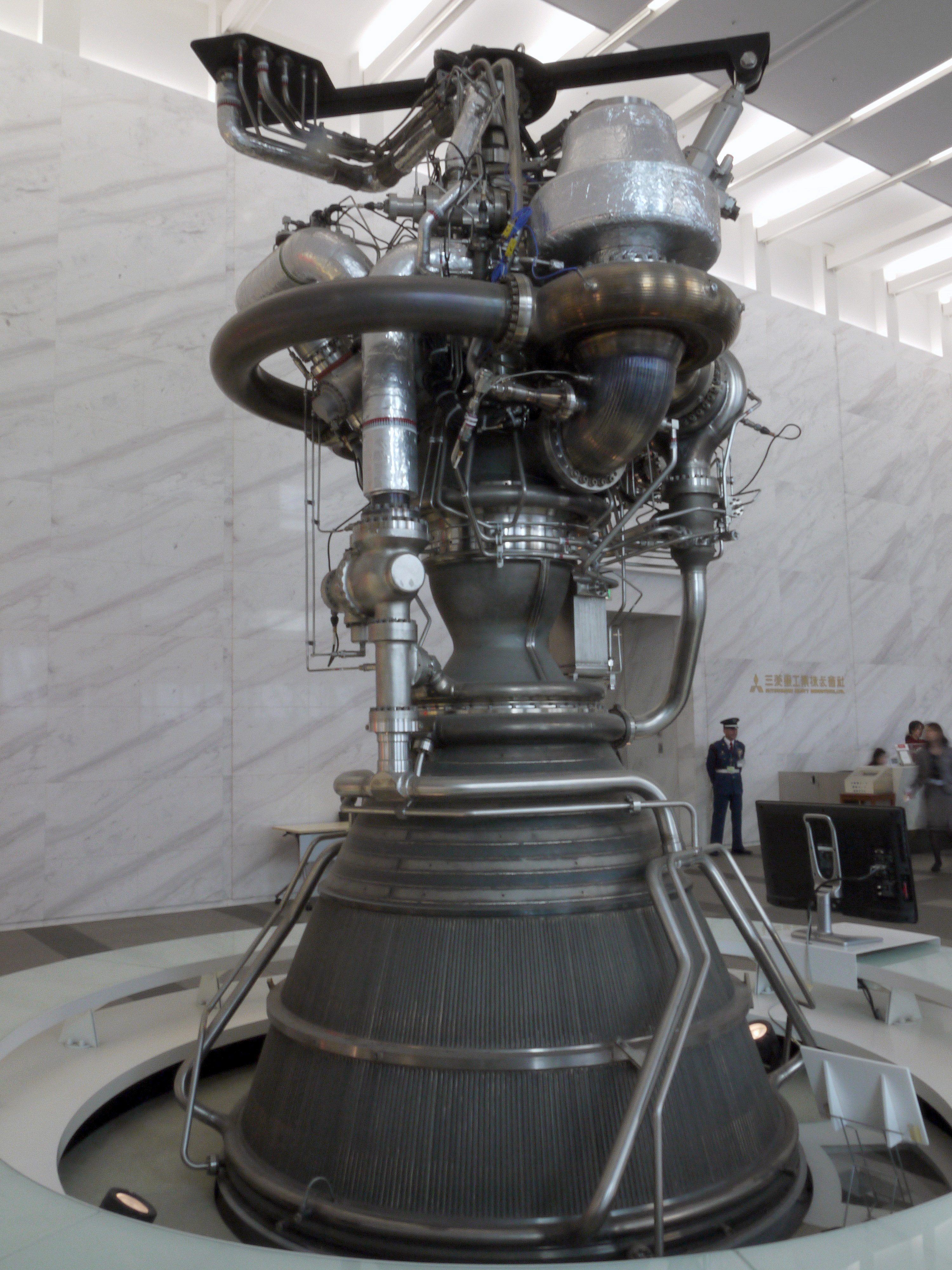
موتور موشک Mitsubishi LE-7A
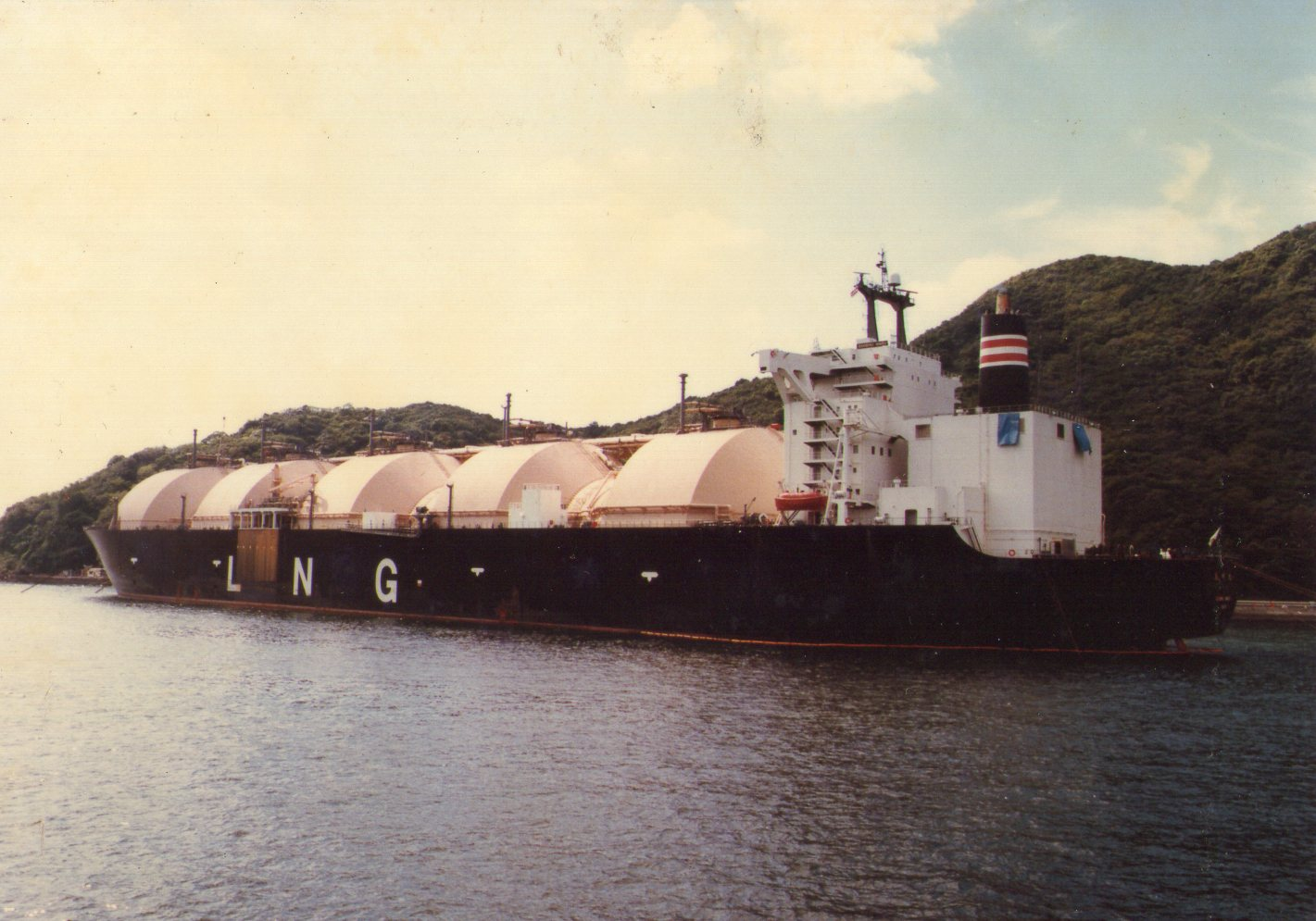
گازکش ساخت میتسوبیشی
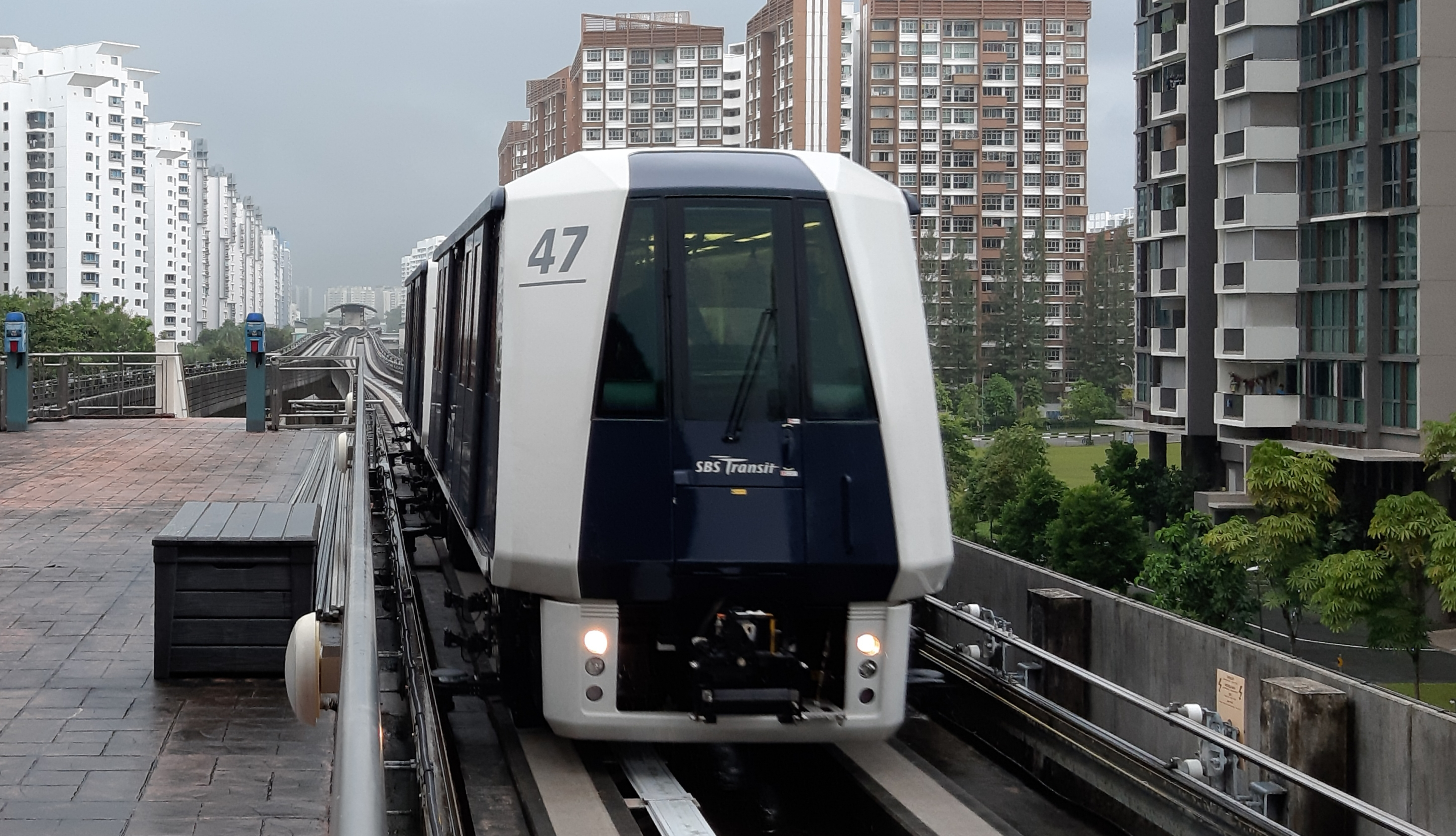
ترن‌ست ساخت میتسوبیشی
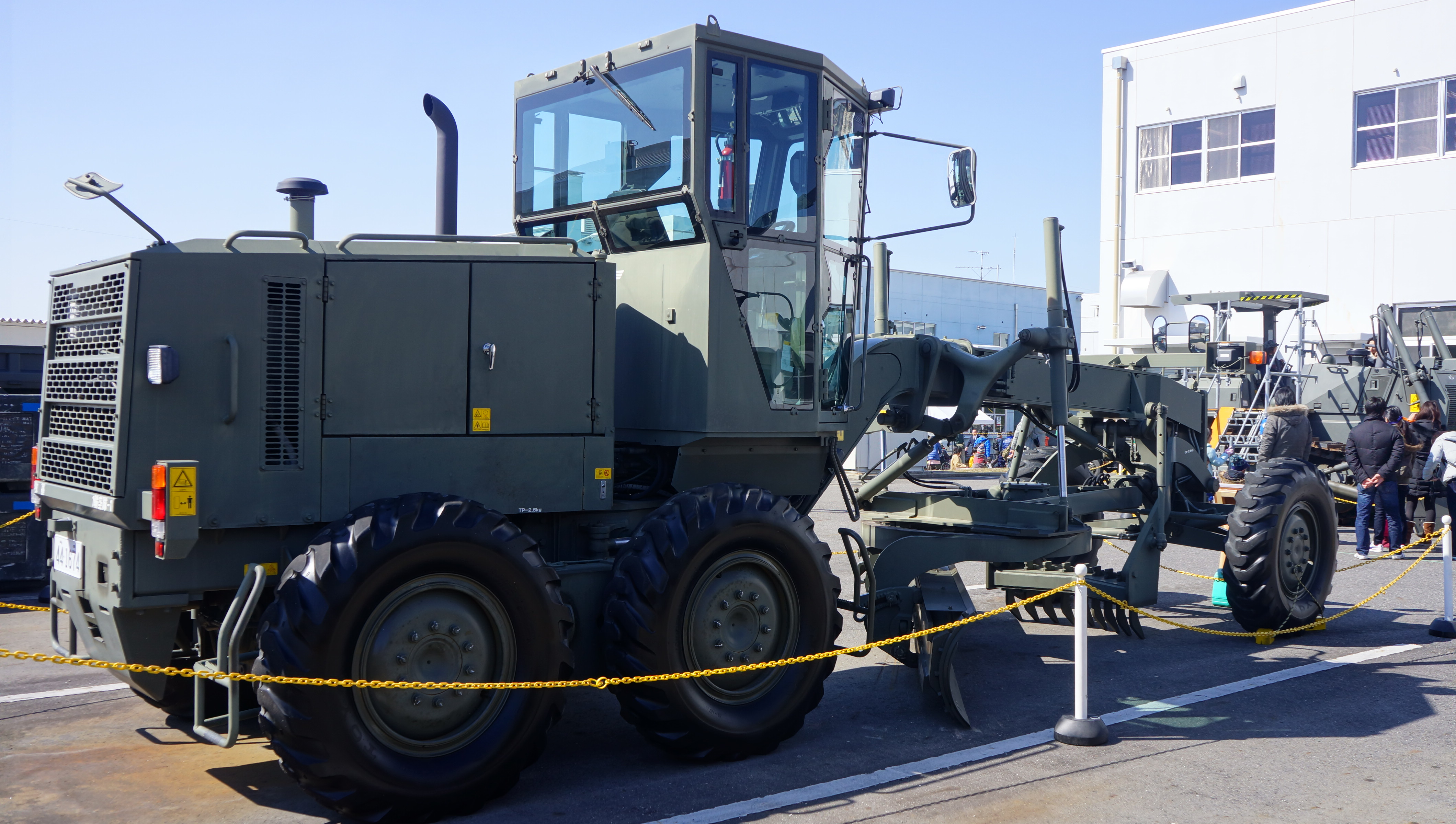
گریدر MG330 میتسوبیشی
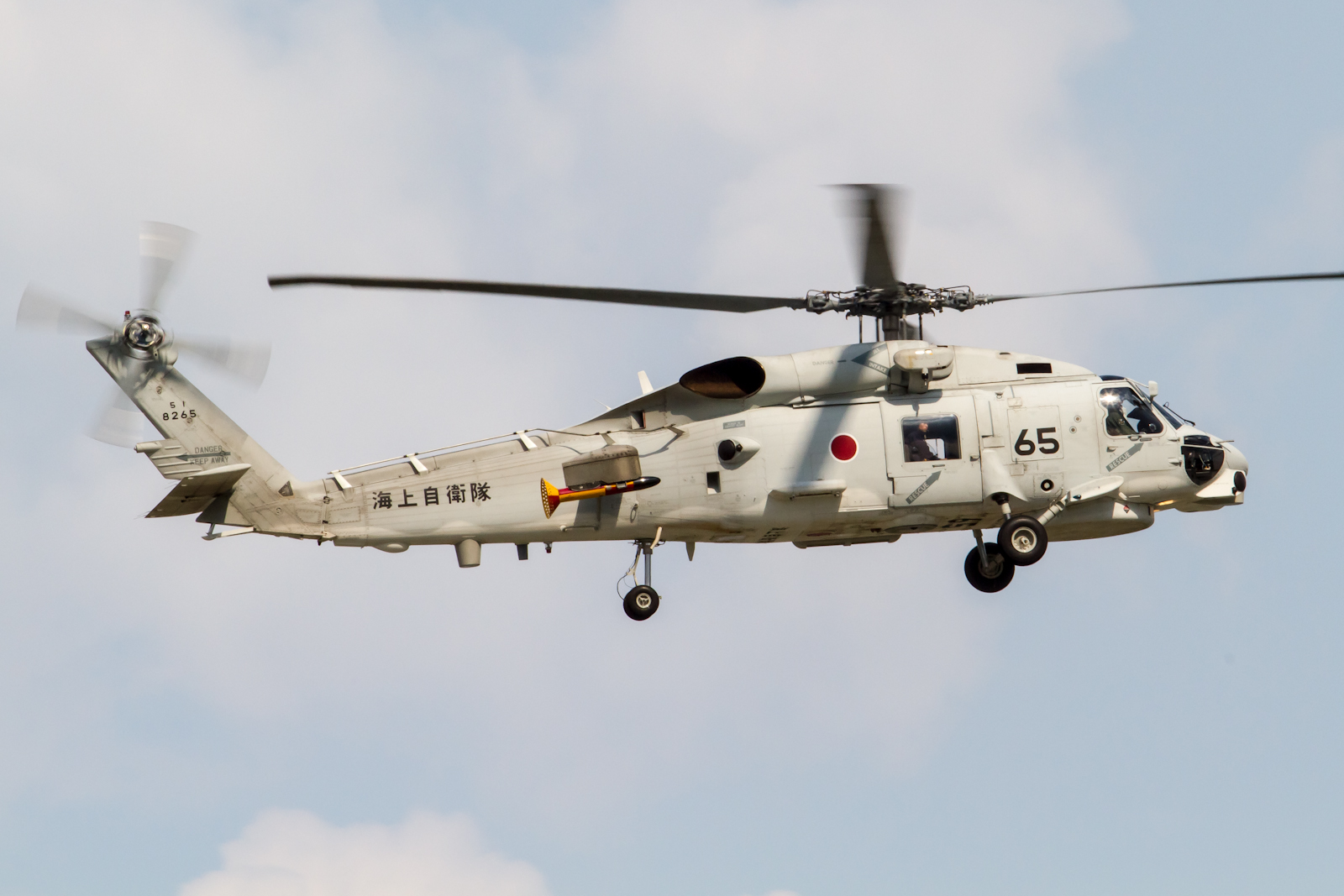
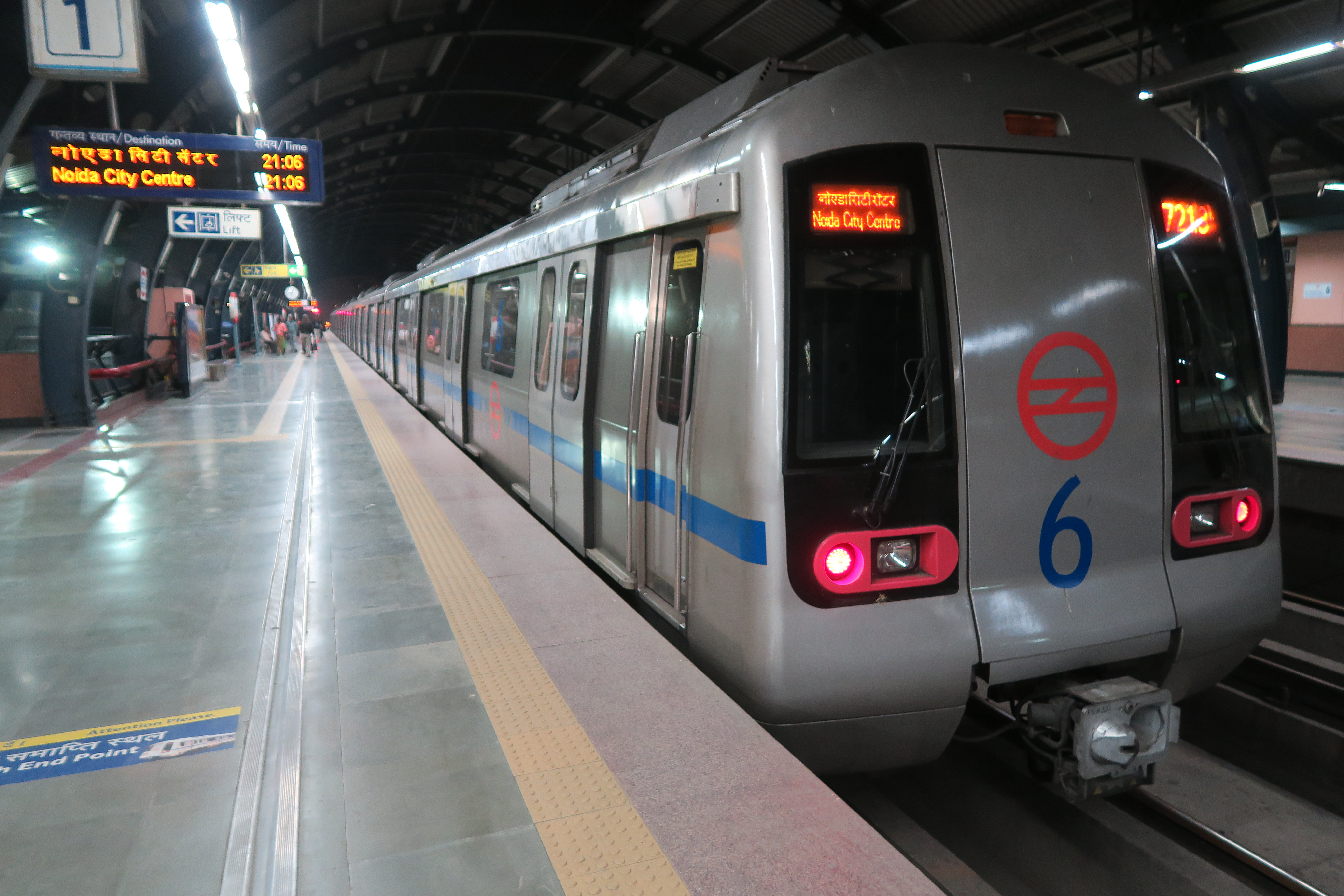
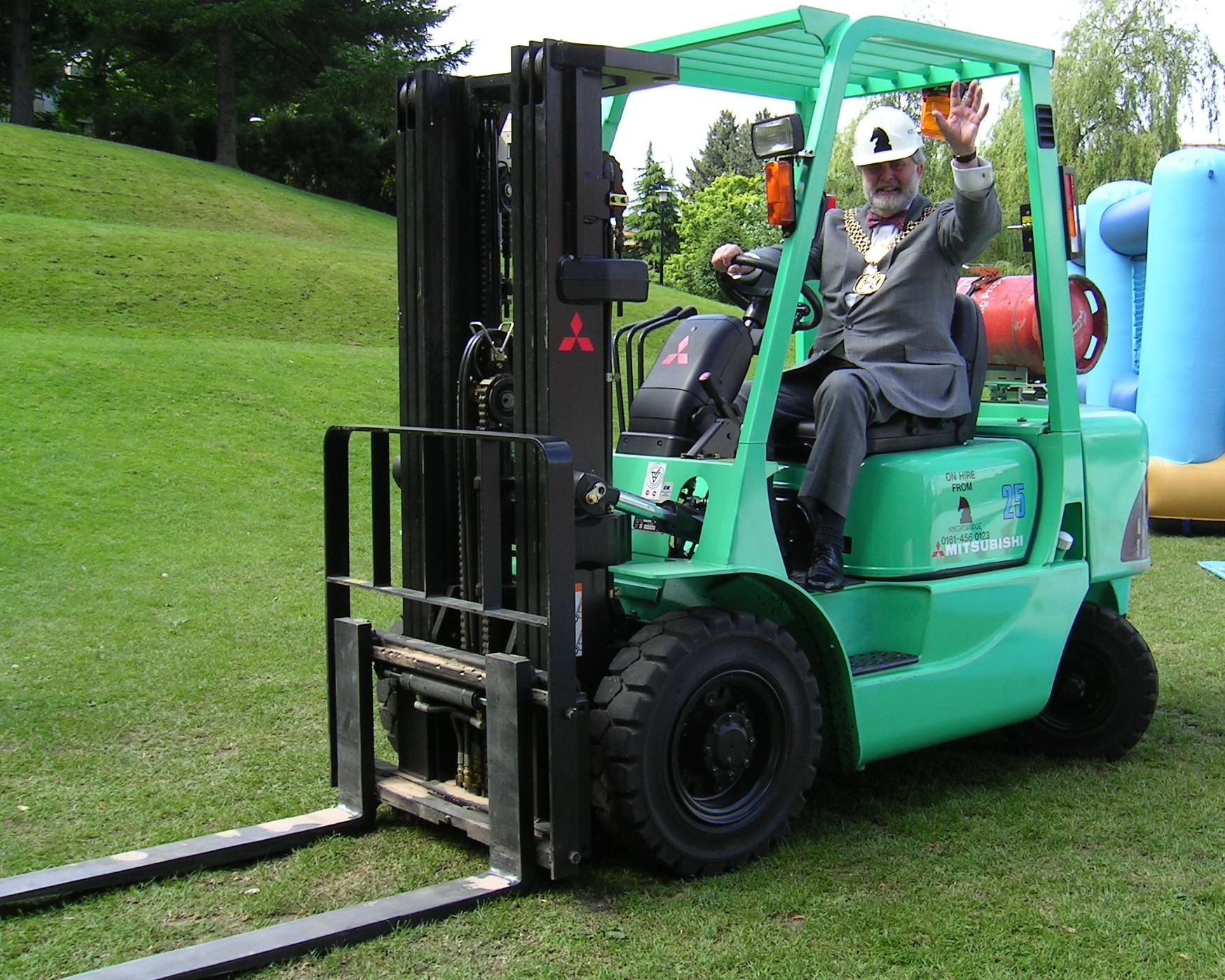
لیفتراک میتسوبیشی
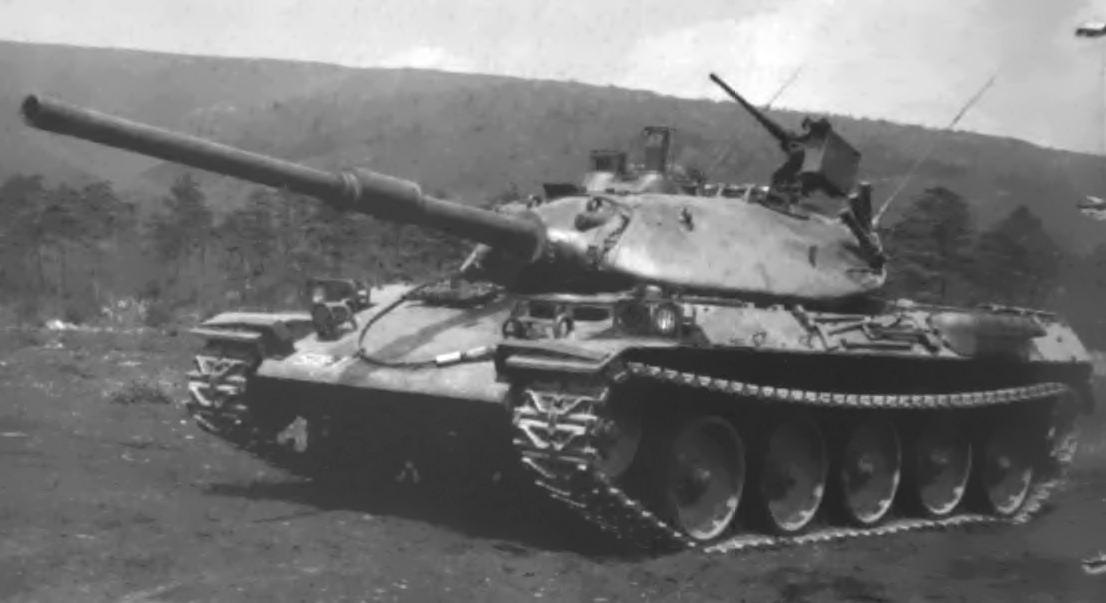
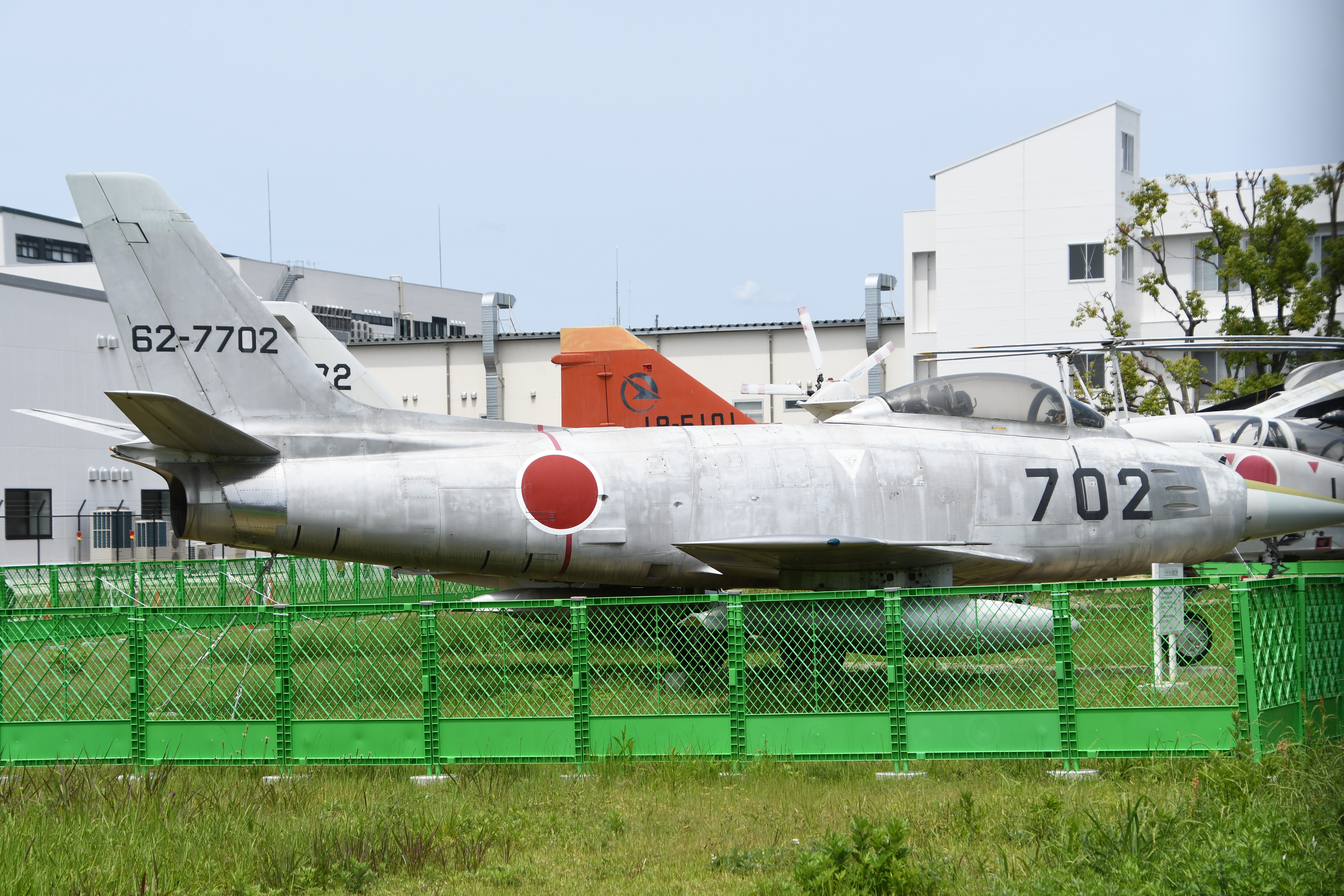
جنگنده ساخت MHI
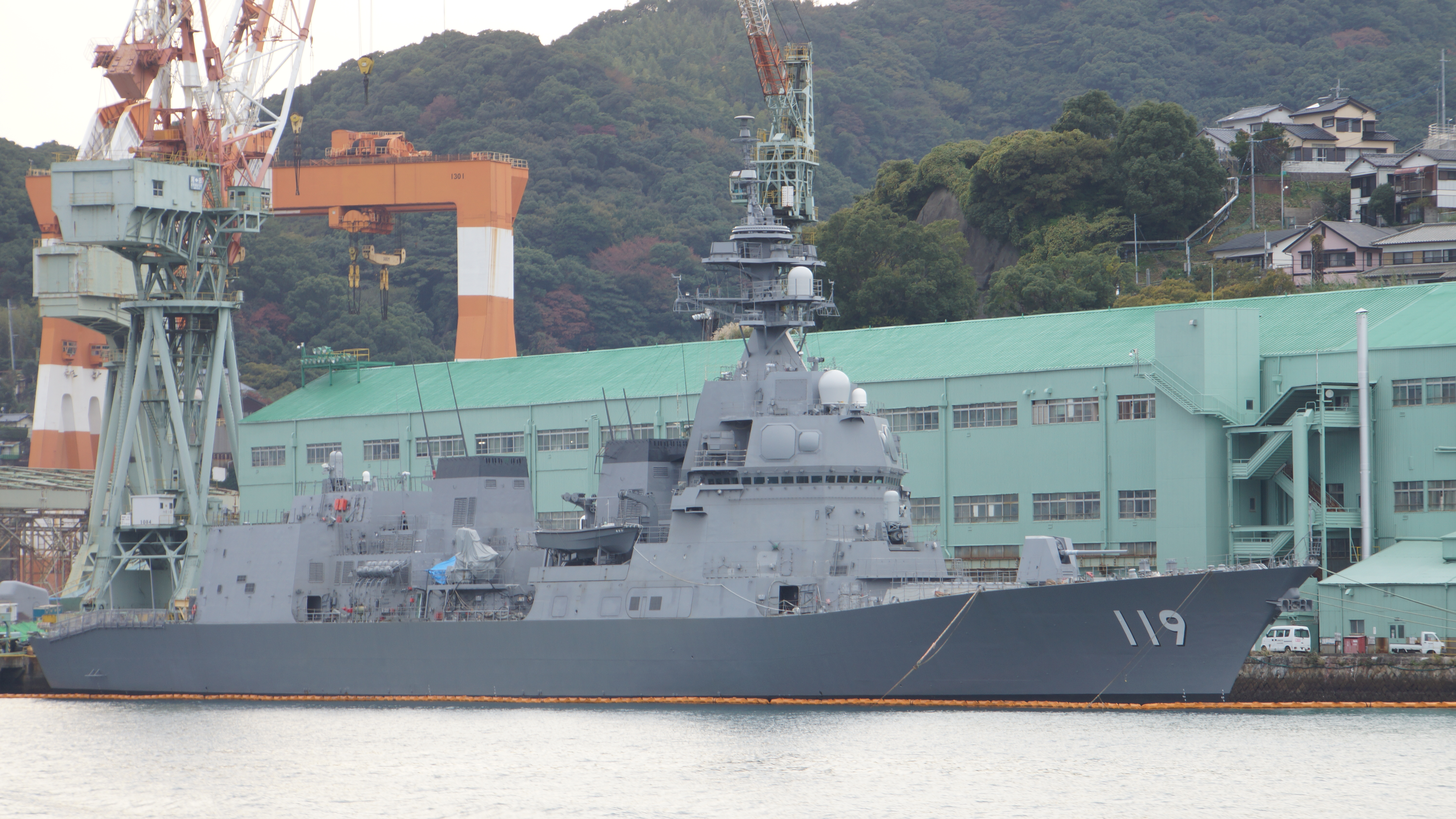
ناو جنگی
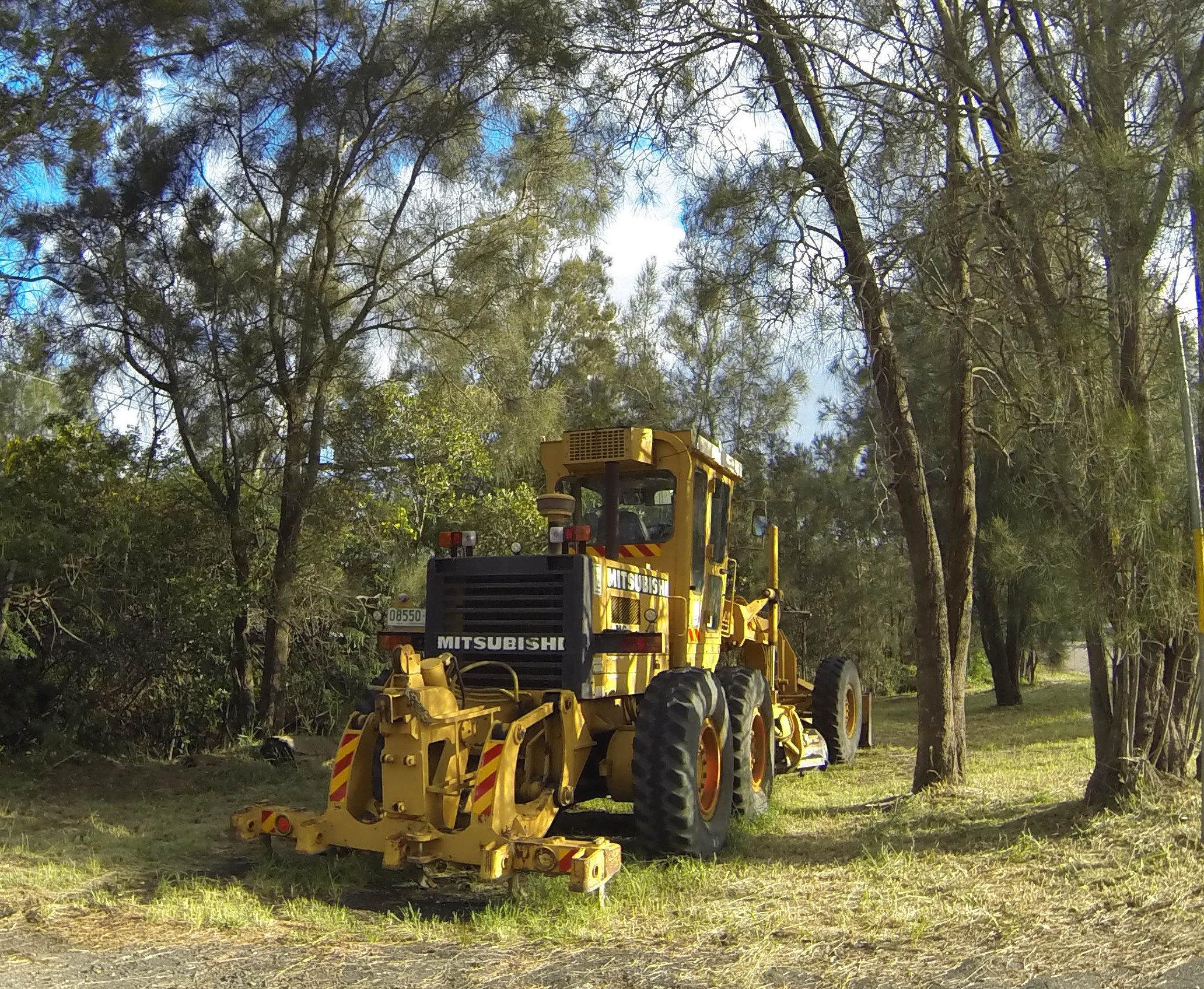
گریدر
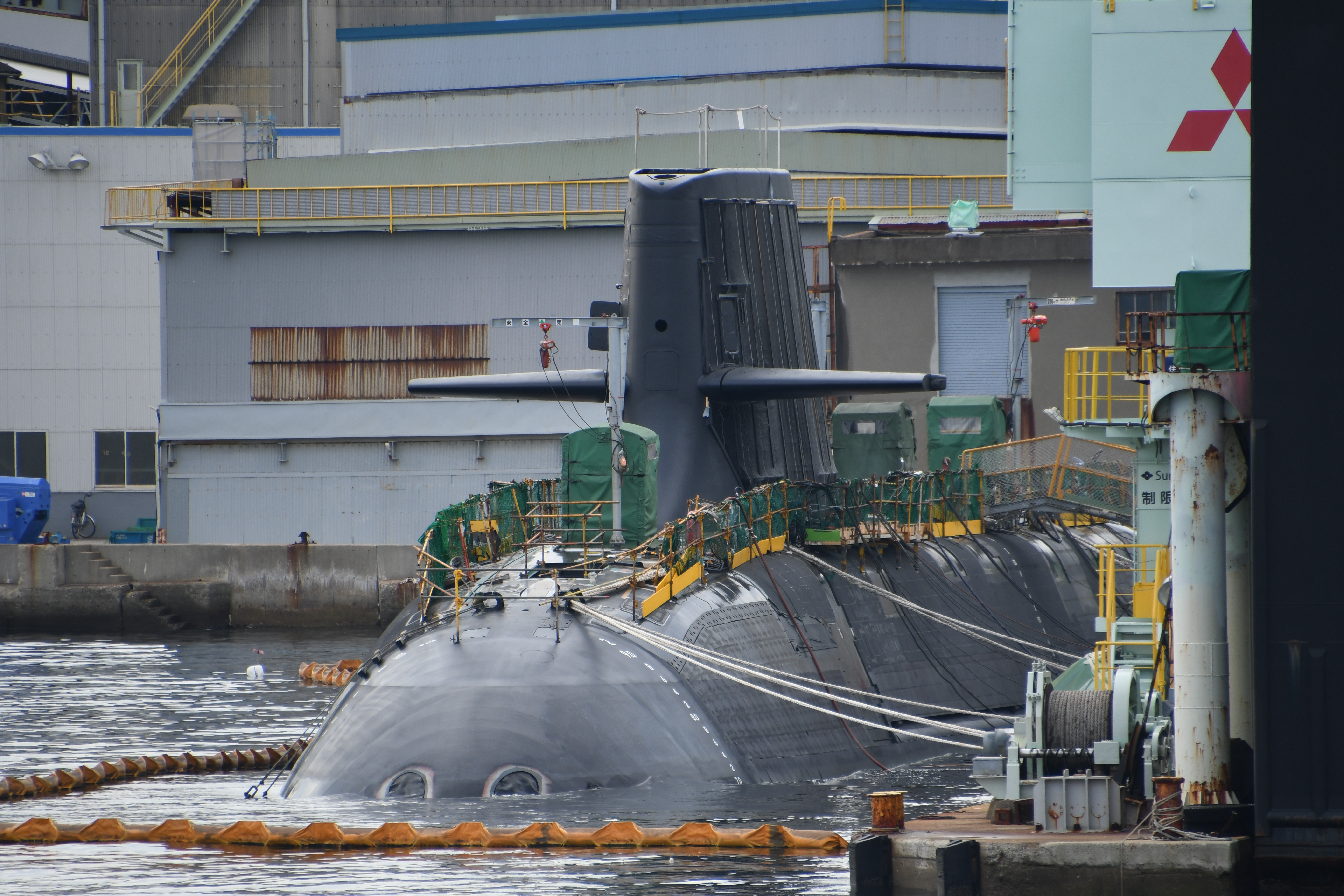
زیردریایی ساخت MHI
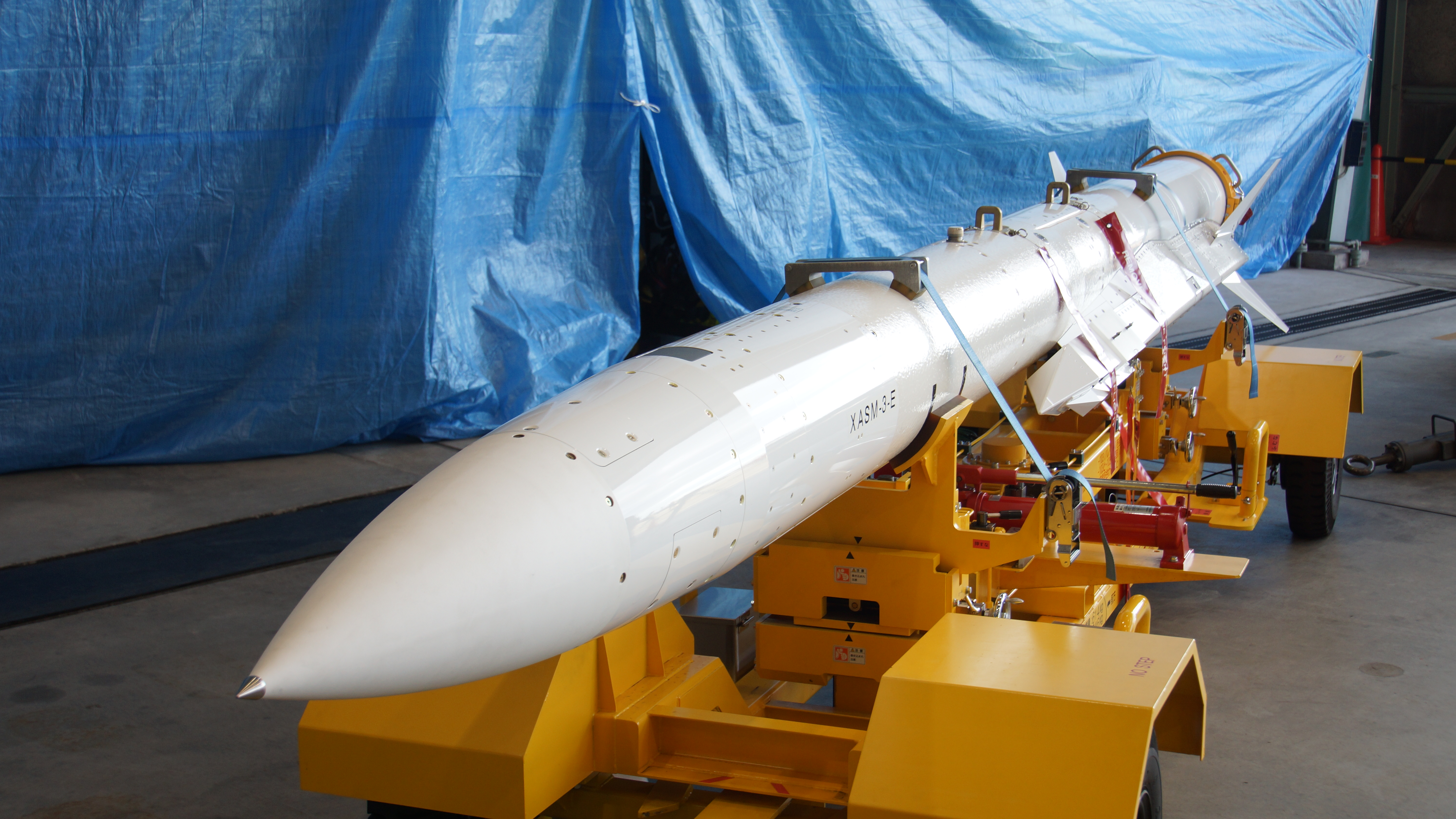
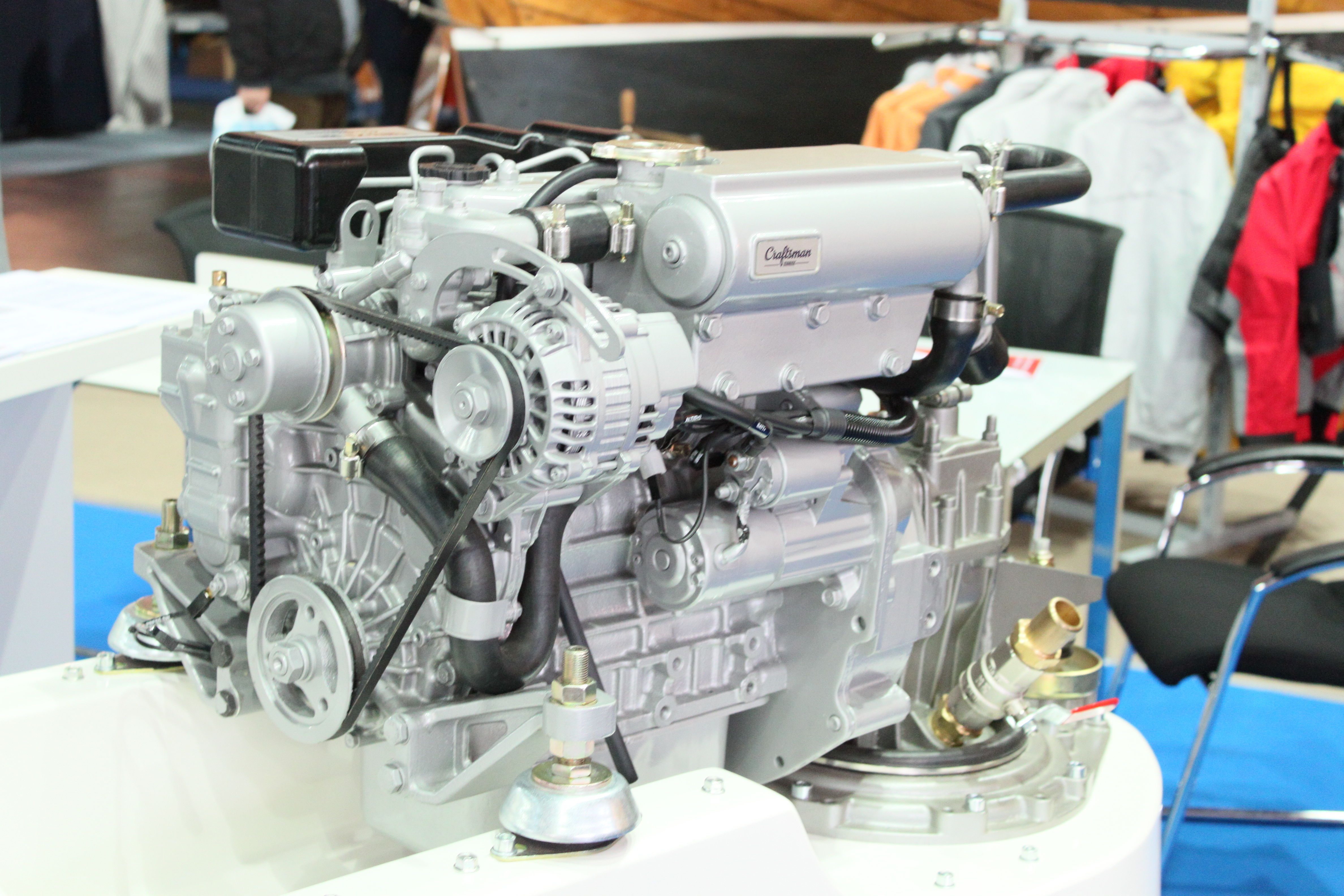
موتور دریایی سبک ویژه لنج